# Paisatge cultural de Lednice i Valtice
El paisatge cultural de Lednice i Valtice (txec: Lednicko-valtický areál) és un complex cultural-natural de 283,09 km² a la regió de Moràvia Meridional, a la República Txeca, a prop de Břeclav i Mikulov. Està inscrit a la llista del Patrimoni de la Humanitat de la UNESCO des del 1996.
Està compost pel castell de Lednice i el castell de Valtice.